# کوربین شمالی (کنتاکی)
کوربین شمالی (به انگلیسی: North Corbin) یک منطقهٔ مسکونی در ایالات متحده آمریکا است که در کنتاکی واقع شده‌است. کوربین شمالی ۴٫۷ کیلومتر مربع مساحت و ۱٬۷۷۹ نفر جمعیت دارد و ۳۳۸ متر بالاتر از سطح دریا واقع شده‌است.